# ヤン・ヴェーリング

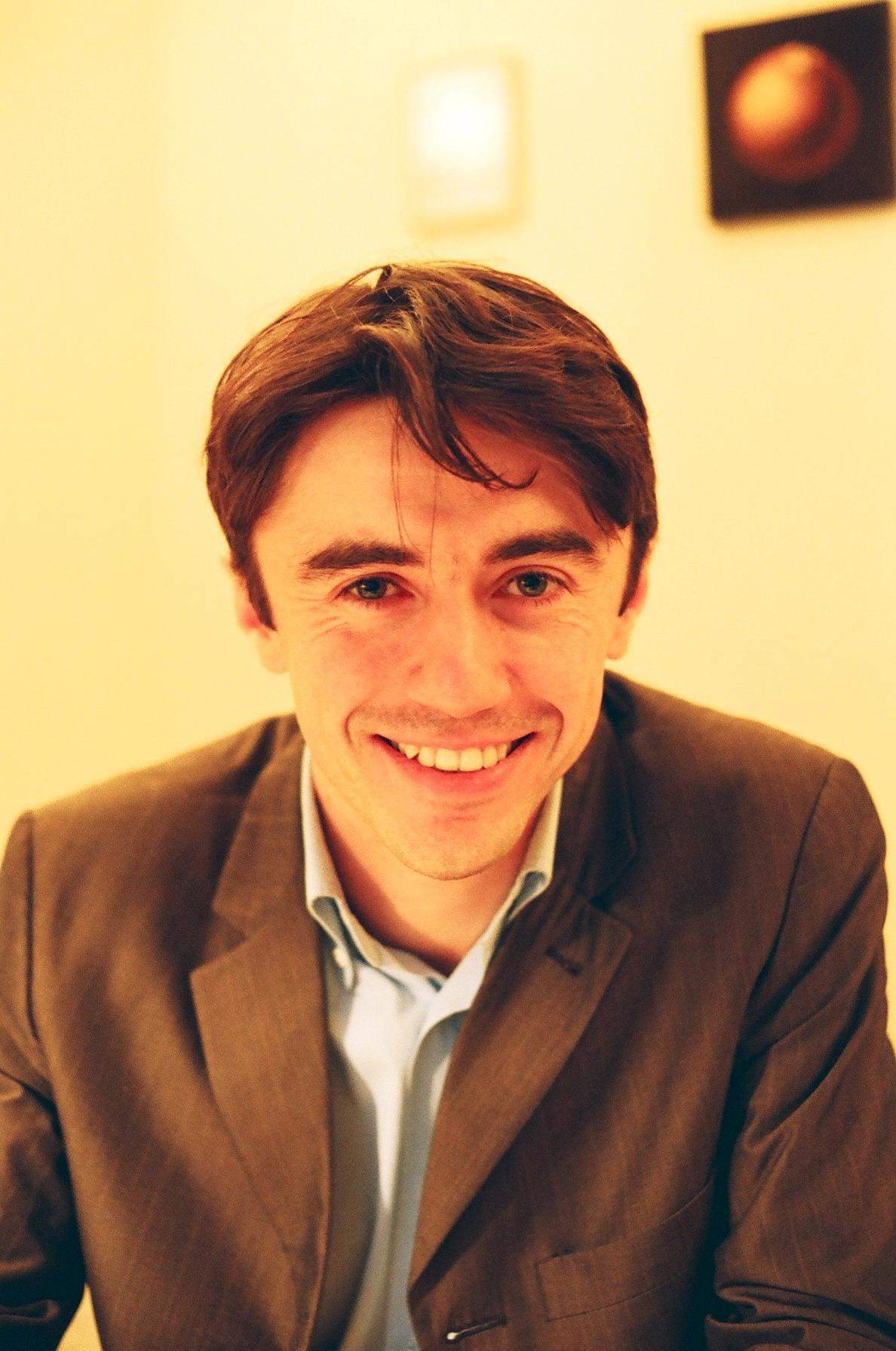
ヤン・ヴェーリング 2006年

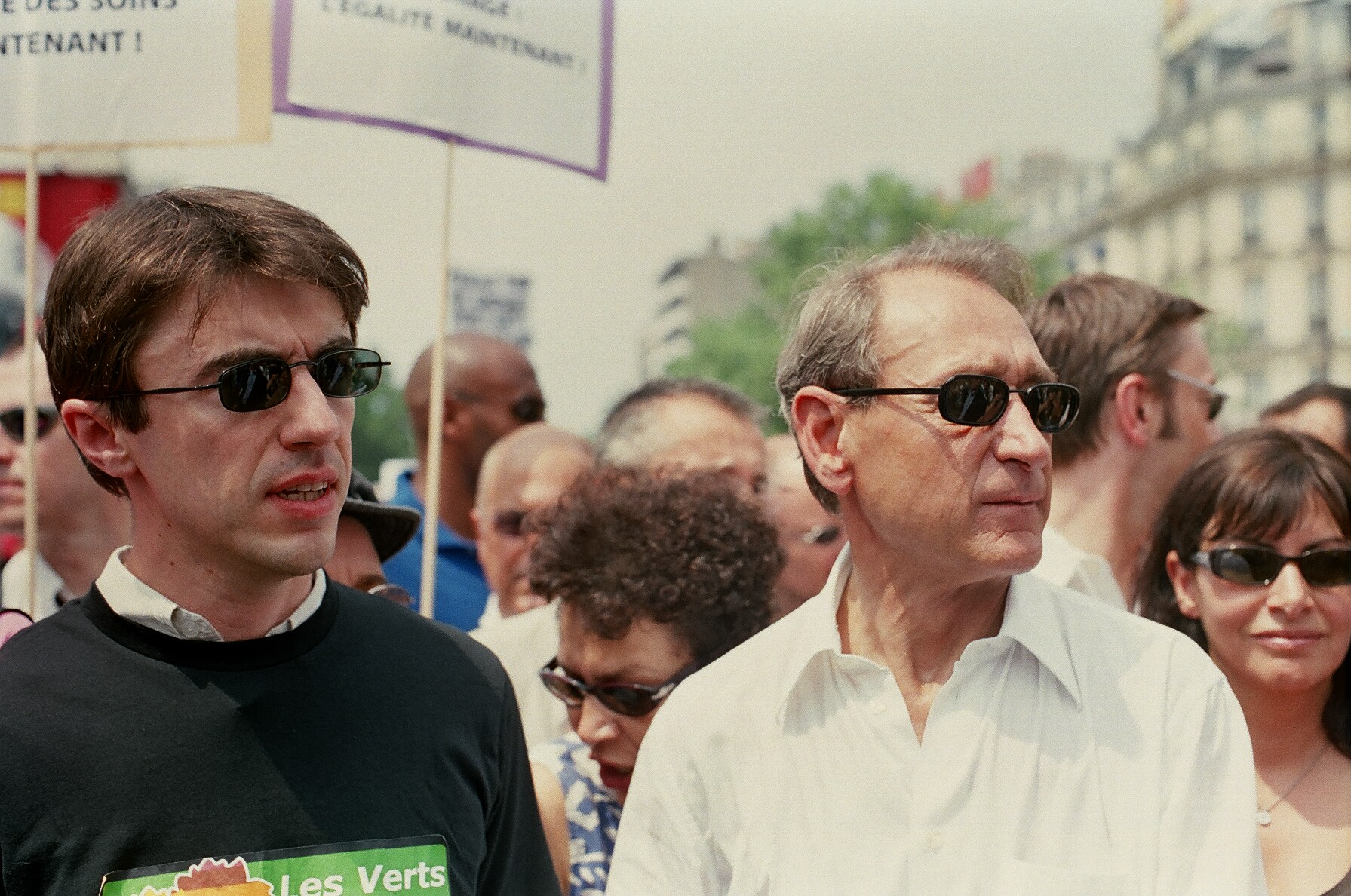
パリのゲイ・パレードに参加したヤン・ヴェーリングとベルトラン・ドラノエ・パリ市長, 2005年6月25日

ヤン・ヴェーリング（Yann Wehrling, 1971年7月3日 - ）は、フランスのイラストレーター、政治家。フランスの環境政党緑の党の前全国書記（党首）。ストラスブール出身。
1988年環境保護運動「フランス自然環境」 (France Nature Environnement) に参加したことを契機に緑の党に入党する。1992年から1994年まで環境運動の青年組織「エコロJ」 (EcoloJ) 全国書記。
1994年ストラスブールでファイン・アートを学んだ後、イラストレーターとして働き始める。ヴェーリングは、独仏共同テレビ・アルテやアイルランドのテレビ局・TG4で美術を担当した。
緑の党スポークスマンを経て、2005年1月に紆余曲折を経て、62パーセントを獲得して党全国書記に選出された。2006年12月党全国書記の地位をセシル・デュフロに譲る。ヴェーリングは、環境保護団体ポール・エコ (Pôle Écolo) 、エコロ (Écolo) に所属している。また、欧州議会では、緑の党に所属する議員たちと環境保護のため活動している。
2005年3月22日「世界水の日」 (World Day for Water)、ヴェーリングは緑の党のメンバーと一緒にパリのセーヌ川で泳いだ。これは、セーヌ川の水質汚染を非難し、フランス政府に対して環境政策の再検討を迫るものであった。